# 坦納圖
坦納圖表示的是 LDPC 的校验矩阵。坦納圖包含两类顶点： n个码字比特顶点（称为比特顶点），分别与校验矩阵的各列对应； m个校验方程顶点（称为校验节点），分别与校验矩阵的各列对应。校验矩阵的每行表示一个校验方程，每列代表一个码字比特。如果一个码字比特包含在相应的校验方程中，那么就用一条连线将所涉及的比特节点和校验节点连起来，所以坦納圖中的连线数与校验矩阵中的1的个数相同。比特节点用圆形节点表示，校验节点用方形节点表示。

坦納圖中的循环是由图中的一群相互连接在一起的顶点所组成的。循环以这群顶点中的一个同时作为起点和终点，且只经过每个顶点一次。循环的长度定义为它所包含的连线的数量；而图形的围长，也成为图形的尺寸，定义为图中最小的循环长度。